# Tiszta lappal (Lost)
2004. október 6-án került először adásba az amerikai ABC csatornán a sorozat 3. részeként. Damon Lindelof írta, és Jack Bender rendezte. Az epizód középpontjában Kate Austen áll.

## Ismertető
|  | Alább a cselekmény részletei következnek! |

### Visszaemlékezések
Kate-et egy farmer ébreszti fel, felfedezvén, hogy az istállójában aludt. Kate azt mondja neki, hogy Annie-nek hívják, és nemrég végezte el az egyetemet, s ennek örömére beutazza a világot; beleértve Ausztráliát. A farmer, Ray Mullen, felajánlja Kate-nek, hogy dolgozzon a farmján. Kate elfogadja a munkalehetőséget, és Ray farmján marad.
Egy éjjel, Kate úgy határoz, hogy odébb áll. Kiveszi a befőttes üvegbe rejtett pénzét, amit a Ray-nek végzett munkáért kapott, és már épp indulna, amikor Ray belép a szobába és felkapcsolja a lámpát. Azt mondja Katenek, mindig is tudta, hogy egy napon el fog menni, de remélte, hogy nem az éjszaka közepén. Felajánlja, hogy ha még erre az éjszakára nála marad, másnap reggel kiviszi a vasútállomásra. Kate beleegyezik.
Betartva ígéretét, Ray elviszi Kate-et az állomásra a kocsijával. Útközben Patsy Cline Leavin On Your Mind című dalát hallgatják, és beszélgetnek. Kate arra lesz figyelmes, hogy Ray folyton egy őket követő fekete kocsit figyel a visszapillantó tükörben. Miután kérdőre vonja őt, Ray bevallja, hogy már napok óta tud róla, hogy körözés alatt áll, mert látta a rendőrségi plakátját a postán. Szüksége van a kitűzött 23 000 dollárra, amit akkor kap meg, ha átadja Kate-et a rendőrségnek. „Sajnálom, Annie” – mondja Ray, mire Kate felfedi, hogy nem Annie-nek hívják. A fekete kocsi felgyorsul, hogy Ray járgánya mellé kerüljön. Kate a letekert ablakon keresztül rögtön felismeri üldözőjét: Edward Mars, a békebíró. Mars mindent megtesz, hogy Kate menekülését lehetetlenné tegye, de Kate elrántja a kormányt Ray-től, mire a kocsi letér az útról, és többszöri földnek csapódás után összetörve és kigyulladva megáll. Kate megragadja a sérült Ray-t, és kivonszolja a kocsiból. Nagy nehezen sikerül biztonságos helyre fektetnie, ám a menekülésre már nem marad ideje. A békebíró fegyvert szegez a fejének, ezzel megálljra kényszerítve őt.

### Valós idejű történések (2-4. nap)
Jack mindent megtesz a haldokló Edward Mars megmentéséért, aki mérsékelhetetlen fájdalma ellenére egyfolytában ezt hajtogatja Jacknek: „Ne bízzon benne! Veszélyes.” Jack megkérdezi tőle, kiről beszél, mire a békebíró azt mondja, nézze meg a kabátzsebét. Jack egy rendőrségi fotót talál benne Kate-ről.
A csapat, aki elgyalogolt a hegyekbe (Sayid, Kate, Shannon, Charlie, Boone és Sawyer) visszafelé tartanak a partra, miután megpróbáltak a jeladóval segítséget kérni a hegyekben. Esteledik, ezért Sawyer mehetnékje ellenére mindnyájan letáboroznak. A tűznél ülve, a francia nő segélykérő üzenetéről beszélgetnek. Megegyeznek, hogy nem beszélnek róla a többi túlélőnek, mert azzal megfosztanák őket a reménytől.
A békebíró sátránál, Hurley odamegy Jackhez, hogy megkérdezze, segíthet-e neki valamiben. Meglátja a Kate-ről készült felvételt, és kérdezgetni kezdi Jacket, szerinte mit követett el.
Éjszaka, a hegyekben, Boone elemeli a pisztolyt és a tárat az alvó Sawyertől és Sayidtól. Nem lévén elég óvatos, felébreszti őket, és vitatkozni kezdenek arról, hogy kinél legyen a fegyver. Végül abban egyeznek meg, hogy odaadják Kate-nek.
Miután a többiekkel együtt visszatér a partra, Kate félrehívja Jacket, és azt mondja, valamit el kell mondania; beszél neki a francia nő adásáról. Jack megkérdezi, van-e bármi más, amit el szeretne mondana neki. Kate nem mond semmit. A békebíró állapota felől érdeklődik, és hogy mondott-e már valamit. Jack nemleges válaszának hatására megkönnyebbülés válik láthatóvá Kate arcán.
Edward Mars állapota egyre csak súlyosbodik. Jack sem tud rajta segíteni megfelelő antibiotikumok nélkül. Hurley azt mondja, már mindent átnézett amikor gyógyszereket keresett, a géptörzset kivéve; oda ugyanis nem akar bemenni a holttestek miatt. Jack egyedül megy el a géptörzsbe. A keresgélés közben valami zajt hall a háta mögül; Sawyert találja ott, aki épp a „gazdátlan” holmikat gyűjtögeti össze magának, beleértve a szeszes italokat, cigarettát, Playboy-magazinokat. Jack helyteleníti, hogy Sawyer kifosztja a halottakat. Sawyer azzal védekezik, hogy vele ellentétben ő már nem a civilizációban él, hanem a vadonban.
Hurley találkozik Kate-tel, amikor vízért indul a békebírónak. Kate barátságosan közeledik Hurley felé, és megkérdezi, hol van Jack. Hurley azonban fél válaszolni, mivel észreveszi, hogy Kate-nek egy pisztoly van a nadrágja hátuljában. Sietve odébb áll, a vízszerzés sürgősségére hivatkozva.
Miután Kate bemegy a békebíró sátrába, a férfi hirtelen magához tér, és fojtogatni kezdi őt. Jack épp jókor érkezik vissza a gyógyszerekkel, és szétválasztja őket. Odakint, nem sokkal később, Kate arra kéri Jacket, ölje meg a békebírót, ezáltal megszabadítva őt szenvedéseitől. Jack beszámol róla, hogy látta a rendőrségi képet, és tudja mért akarja ennyire a békebíró halálát. „Én nem vagyok gyilkos” – mondja.
Egy újbóli esőzés közben, Michael John Locke-ról kérdezgeti Walt-ot, mert észrevette, hogy nagyon sokat beszél vele. Walt a barátjának nevezzi Locke-ot, mire Michael emlékezteti rá fiát, hogy ő szintén a barátja. Walt nem így gondolja, mert apja még mindig nem kereste meg a kutyáját, Vincentet. Michael ígéretet tesz, hogy amint eláll az eső, előkeríti. Pár pillanattal azután, hogy Michael befejezi mondatát, az esőzés abbamarad.
Michael elindul a dzsungelbe Vincentért, s közben zsörtölődik a meggondolatlan ígérete miatt. Egy állat morgását hallja a közelből, de nem Vincentét. Elfogja a félelem, hogy valami vadállat van ott, ezért futásnak ered. Kirontva a fák mögül, meglátja a félmeztelen Sunt, aki éppen mosakszik. Michael eltakarja a szemeit, és szégyenkezve átnyújtja Sun-nak a fölsőjét. Biztosítja róla, hogy nem látott semmit sem, majd tovább megy.
A túlélők táborában, mindenki nyugtalankodik a haldokló békebíró sátrából kihallatszódó hangos kiáltozások miatt. Shannon már alig várja, hogy a férfi végre meghaljon – s ezzel nincs egyedül. Sawyer köszönetet mond Kate-nek, amiért elvette tőle a pisztolyt, mert mint mondja, mindenki tudja mit kellene tenni a békebíróval.
Hurley idegesen kérdezi meg Jack-et, hol van Kate. Jack azt mondja, a békebíró sátrában. Hurley csodálkozik, hogy Jack beengedte Kate-et pisztollyal; Jack azonban csak most szerez tudomást Kate fegyveréről. Odarohan a békebíró sátrához, de megnyugodva látja, ahogy Kate távozik onnan. Hirtelen egy hangos lövés dördül el odabenn. Sawyer fegyverrel a kezében jön elő a sátorból. Jack rátámad, amiért ezt tette, bár Sawyer azt mondja, a békebíró kérte meg rá, hogy ölje meg. Köhögés hallatszódik ki bentről, s kiderül, hogy Sawyer elvétette a békebíró szívére célzott lövést, és átlyukasztotta a tüdejét; órákba telik, mire meghal. Jack ordítozva zavarja el Sawyert.
Locke a tengerparton üldögél, és a nemrég fabrikált sípjával próbálja előcsalni Vincentet. Az eredmény nem várat sokáig magára: Vincent rohanva jön elő a dzsungelből. Locke a kutya nélkül megy vissza a táborba. Halkan megközelíti az alvó Michaelt, és felébreszti. Elmondja neki, hogy megtalálta a kutyát, és kikötözte egy közeli fához. Locke azt gondolja, úgy a leghelyesebb, ha Michael adja vissza a kutyát Waltnak, hisz ő az apja. Michael köszönetet mond Locke-nak figyelmességéért.
Jack csöndesen üldögél a tengerparton, mikor Kate odamegy hozzá. El akarja mondani neki, miért körözi a rendőrség, de Jack már nem akarja megtudni. Azt mondja, nem számít, hogy ki mit csinált a lezuhanásuk előtt. A szigeten mindenki lehetőséget kap rá, hogy új életet kezdjen, hogy tiszta lappal indítson.
|  | Itt a vége a cselekmény részletezésének! |